# Black Light District
Black Light District est un EP du groupe de rock néerlandais The Gathering sorti le 17 juin 2002. 
Il s'agit de la première réalisation du groupe sur son propre label, Psychonaut Records.

## Liste des titres
Toutes les paroles sont écrites par Anneke van Giersbergen, les musiques sont composées par The Gathering.
1. Black Light District - 16:22
2. Debris - 4:35
3. Broken Glass (Piano Version) - 3:30

- Un morceau caché intitulé Over You d'une durée de 2 minutes et 37 secondes figure au début du CD[1].

## Musiciens
- Anneke Van Giersbergen: chant
- René Rutten: guitares
- Frank Boeijen: claviers, synthétiseurs
- Hugo Prinsen Geerligs: basse
- Hans Rutten: batterie

- Sarah Jezebel Deva: voix sur Black Light District